# Prévelles
Prévelles é uma comuna francesa na região administrativa do País do Loire, no departamento de Sarthe. Estende-se por uma área de 4.81 km². Em 2010 a comuna tinha 219 habitantes (densidade: 45,5 hab./km²).